# Novedades de México (periódico)
Novedades de México fue un periódico publicado en la Ciudad de México, fundado por Rómulo O'Farrill Silva, quien fue también uno de los fundadores, en 1955, de la empresa Televisa, por entonces llamada Telesistema. Fueron también sus fundadores el productor cinematográfico Emilio Azcárraga Vidaurreta (quien tenía el control real de la compañía) y Miguel Alemán Valdés, quien había sido presidente de México de 1946 a 1952. Hasta 2002 también se publicaba, junto con este periódico, la edición en inglés, The News México.
A los tres años de su fundación, el periódico sufrió un embargo por parte de la Caus Printing Company, por un monto de US$20,044.33. Es factible que el periódico atravesase entonces por una crisis económica. En este lapso murió el fundador, Vesta Montoya de Herrerías, accionista mayoritario del periódico, y quedó como gerente de la sociedad su viuda, Vesta Montoya, de 30 años de edad, quien meses después renunciara a este cargo, para nombrar en su lugar a Gonzalo Herrerías. Para mediados de 1946 volvieron a nombrar a la señora Montoya, viuda de Herrerías, como gerente y además presidente del consejo de administración. Meses después se designó a Jorge Pasquel como gerente general, y quedó desde entonces fuera de la administración la familia Herrerías. Junto a Pasquel, se nombró a dos subgerentes: Joaquin Mergín como subgerente financiero y Alan D. Villa como subgerente administrativo.[cita requerida]
Un año después de su nombramiento como gerente general de Novedades, Jorge Pasquel renunció a su cargo, que fue ocupado por Rómulo O’Farrill Silva.